# Eyre River
Eyre River är ett vattendrag i Australien. Det ligger i delstaten Western Australia, omkring 400 kilometer sydost om delstatshuvudstaden Perth.
Genomsnittlig årsnederbörd är 724 millimeter. Den regnigaste månaden är maj, med i genomsnitt 100 mm nederbörd, och den torraste är februari, med 13 mm nederbörd.